# 马尼亚诺-因里维耶拉
马尼亚诺-因里维耶拉（義大利語：Magnano in Riviera），是意大利弗留利-威尼斯朱利亚大区乌迪内省的一个市镇。总面积8.51平方公里，人口2388人，人口密度280.6人/平方公里（2009年）。ISTAT代码为030052。